# El Paso (La Palma)
El Paso ist seit 1837 eine selbständige Gemeinde auf der zu Spanien gehörenden Kanarischen Insel La Palma, zur Provinz Santa Cruz de Tenerife gehörig.

## Charakter
El Paso ist flächenmäßig die größte der 14 Gemeinden von La Palma. Sie liegt im Zentrum der Insel, grenzt an fast jede andere Gemeinde (ausgenommen Tazacorte) und hat als einzige keinen Zugang zum Atlantik.
Im Gebiet der Gemeinde El Paso befinden sich vorwiegend Ackerflächen und Wälder mit Kanarischer Kiefer. Zum Gemeindegebiet gehört die Caldera de Taburiente, eine große Caldera. Dieses Gebiet ist seit 1954 als Nationalpark ausgewiesen.
Ein großer Teil der Bevölkerung arbeitet in der Landwirtschaft. Die hauptsächlichen Erzeugnisse sind Wein, Mandeln und einige Fruchtarten.
Im Barranco de las Canales, unterhalb eines Friedhofes, befinden sich die Felsritzungen von El Cementerio und von La Fajana, die zum kulturellen Nachlass der Ureinwohner, der Benahoaritas gehören. Eine Kanarische Kiefer im Ort, El Pino de la Virgen genannt, gehört zu den ältesten und größten Exemplaren ihrer Art.

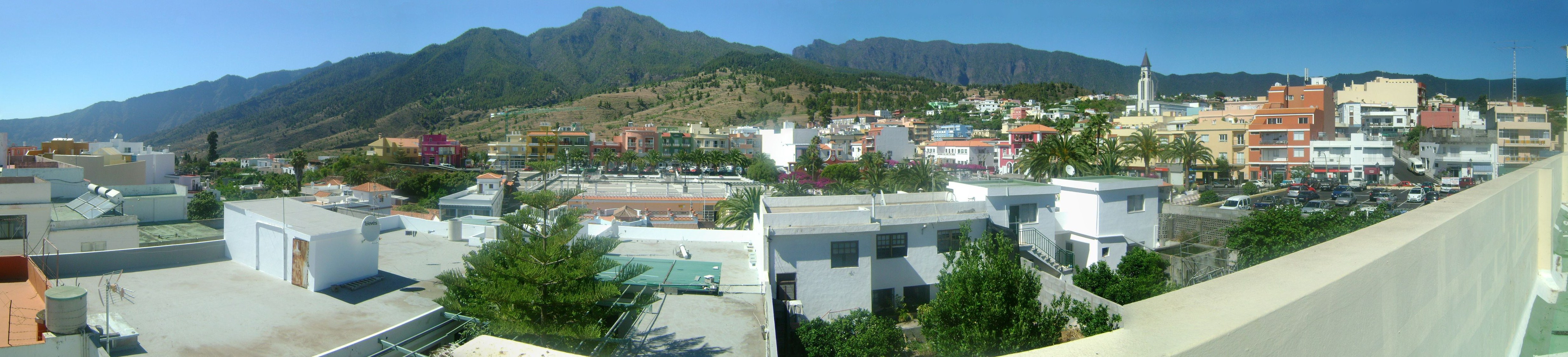
El Paso – Panorama, Blickrichtung Norden

## Orte der Gemeinde

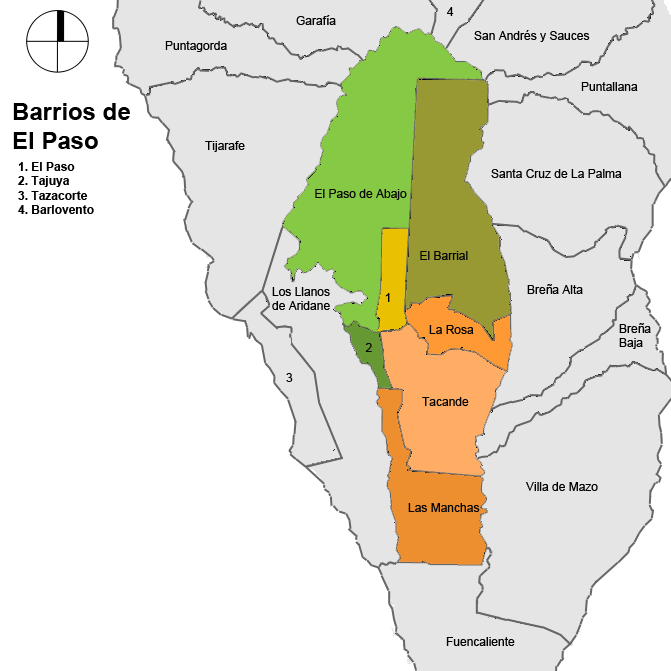
Orte der Gemeinde

Die Bevölkerungszahlen in Klammern stammen aus dem Jahr 2013.
- El Paso (2.219)
- Paso de Abajo (1.338)
- Tajuya (1.397)
- La Rosa (1.209)
- Tacande (774)
- Las Manchas (659)
- El Barrial (332)

## Bevölkerungsentwicklung
El Paso erfuhr in den 1980er Jahren einen starken Bevölkerungszuwachs (1981 bis 1990: +22 Prozent), der sich seither abschwächte bzw. zeitweise in einen leichten Bevölkerungsrückgang überging.
| Jahr | Einwohnerzahl | Veränderung |
| ---- | ------------- | ----------- |
| 1900 | 4.038         |             |
| 1910 | 4.399         | +361        |
| 1920 | 4.665         | +266        |
| 1930 | 4.885         | +220        |
| 1940 | 5.087         | +202        |
| 1950 | 5.407         | +320        |
| 1960 | 5.591         | +184        |
| 1970 | 5.534         | −57         |

| Jahr | Einwohnerzahl | Veränderung |
| ---- | ------------- | ----------- |
| 1981 | 5.862         | +328        |
| 1990 | 7.154         | +1.292      |
| 2001 | 7.358         | +204        |
| 2005 | 7.404         | +46         |
| 2009 | 7.815         | +411        |
| 2011 | 7.665         | −150        |
| 2013 | 7.928         | +263        |